# Relaciones Chile-Indonesia
Las relaciones Chile-Indonesia se refiere a las relaciones internacionales entre Chile e Indonesia. Las dos naciones son miembros del Movimiento de los Países No Alineados, del Consejo de Cooperación Económica del Pacífico, de la Cooperación Económica Asia-Pacífico, del Consejo Intergubernamental de Países Exportadores de Cobre, y el Grupo de Cairns. 
Indonesia mantiene una embajada en Santiago. Chile mantiene una embajada en Yakarta.

## Historia
Las relaciones bilaterales entre Chile e Indonesia se establecieron en septiembre de 1965. Estas relaciones fueron fortalecidas por el establecimiento de la embajada indonesia en Santiago en marzo de 1991.

## Relaciones comerciales
Las relaciones comerciales entre Chile e Indonesia se enmarcan por el tratado de libre comercio que ambas partes firmaron en 2017 en Santiago, y que entró en vigor el 10 de agosto de 2019. Chile se convirtió así en el primer país latinoamericano en firmar un tratado de libre comercio con Indonesia.
Existen rutas marítimas para el transporte y comercio directo entre puertos chilenos e indonesios a través del océano Pacífico. Los principales productos exportados de Chile a Indonesia son subproductos del cobre, uvas, pasta química de madera, pescados y productos de pescado (salmones, harina de pescado y aceite de pescado); mientras que Indonesia exporta a Chile principalmente calzado, caucho y motocicletas.
En 2023, el intercambio comercial entre ambos países ascendió a los 507,2 millones de dólares estadounidenses, lo que supuso un 11,2% de crecimiento promedio anual en los últimos cinco años. Los principales productos exportados por Chile fueron cátodos de cobre, madera de pino insigne y salmones, mientras que Indonesia exportó mayoritariamente automóviles, calzado y urea.
En 2025, se firmó un protocolo fitosanitario entre ambos países que concretó la apertura del mercado de Indonesia para la exportación de limones frescos chilenos.

## Misiones diplomáticas

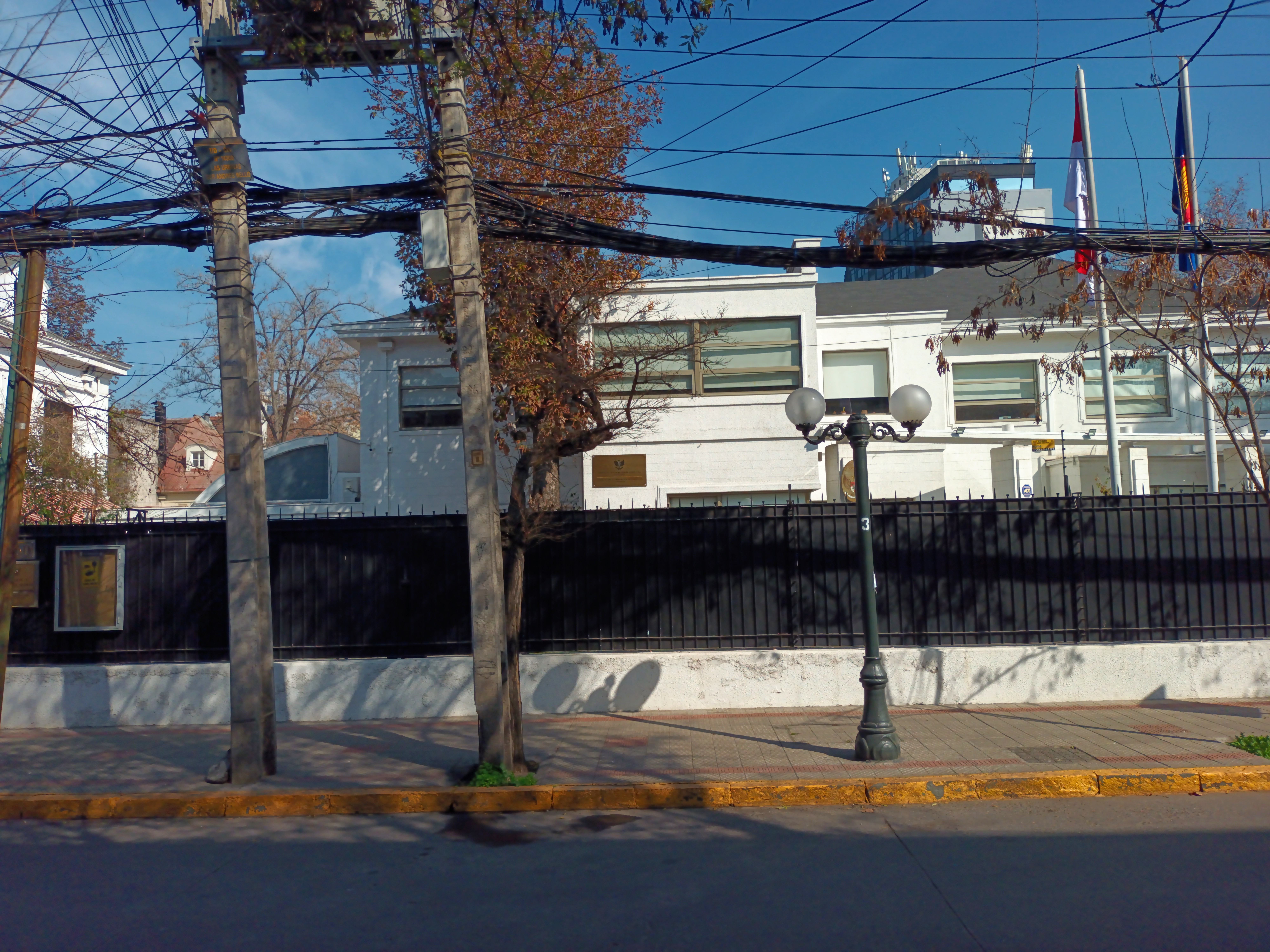
Embajada de Indonesia en Santiago

- Chile tiene una embajada en Yakarta y un consulado honorario en Bali.[10]
- Indonesia tiene una embajada en Santiago.